# نهر غامض (فلم)
نهر غامض (بالإنجليزية: Mystic River) فيلم جريمة أمريكي صدر سنة 2003، من إخراج كلينت إيستوود، وبطولة شون بن وتيم روبنز وكيفين بيكن ولورنس فيشبورن، نال الممثل شون بين جائزة الأوسكار لأفضل ممثل، والنجم تيم روبنز جائزة الأوسكار لأفضل ممثل مساعد. كما ترشح الفيلم لأربعة جوائز أوسكار أخرى هي أحسن فيلم وأحسن إخراج وأحسن سيناريو وأحسن ممثلة مساعدة. وقد نجح الفيلم جماهيريا أيضا بشكل كبير. حيث حصد إيرادات بلغت 157 مليون دولار حول العالم. بينما لم تتجاوز ميزانية إنتاجه 30 مليون دولار.

## القصة
ثلاثة أصدقاء منذ الطفولة هم جيمي ماركوم وشون ديفاين وديف بويل، يلتقون بعد مرور خمسة وعشرين عامًا، من خلال حادث مأساوي مؤسف، يتمثل في وفاة كاتي -ابنة جيمي التي تبلغ من العمر 19 عامًا- حيث يتم العثور على جثتها في إحدى الحدائق في بوسطن.ويتم تكليف شون، الذي يعمل محققًا في الشرطة، بالتحري حول هذه القضية؛ ويتولى هو وشريكه العمل على تلك الجريمة، وتتسلط فكرة الانتقام على عقلية جيمي في أعقاب مصرع ابنته بصورة مروعة، ويشرع في التخطيط للبحث عن القاتل.خلال التحريات، يكشف شون بعض الأدلة التي تشير إلى تورط صديقه القديم ديف في القضية، باعتباره المشتبه به الأول، بينما يسيطر الخوفُ والشكّ على سيليست زوجة ديف، بسبب أصابع الاتهام التي تشير إلى زوجها، وخلال رحلة البحث عن الحقيقة تتكشف كثير من أحداث الماضي.

## طاقم التمثيل
- شون بن بدور جيمي ماركوم.
- تيم روبنز بدور ديف بويل.
- كيفين بيكن بدور شين ديفين.
- كونور باولو بدور الشاب شون ديفين
- لورنس فيشبورن بدور الرقيب وايتي باورز.
- مارسيا غاي هاردن بدور سيلسيت بويل.
- لورا ليني بدور أنابيث ماركوم.

## وصلات خارجية
- Official site
- مقالات تستعمل روابط فنية بلا صلة مع ويكي بيانات